# Lida Mantovani
Lida Mantovani ist der Titel einer erstmals 1940 publizierten Erzählung von Giorgio Bassani. Die deutsche Übersetzung von Herbert Schlüter erschien 1964. Erzählt wird die unglückliche Liebesbeziehung der Näherin Lida mit dem bürgerlichen Studenten David, der sie verlässt, als sie von ihm schwanger wird, und ihre Verlobung und Ehe mit dem 20 Jahre älteren Buchbinder Oreste Benetti.

## Inhalt
Nach der Geburt ihres Sohnes im April (Kap. 1) kehrt die 17-jährige Lida in das möblierte Zimmer in einem Miethaus in der Via Mortara zurück, in dem sie ein halbes Jahr mit ihrem Geliebten David gewohnt hat, bevor dieser sie verließ, als er im Sommer von ihrer Schwangerschaft erfuhr. Nachdem die paar hundert Lire, die er ihr zurückgelassen hat, verbraucht sind, zieht sie im Sommer wieder zu ihrer Mutter in die Via Salinguerra. Diese besorgt sofort die Taufe des Kindes. Es bekommt den Namen des verstorbenen Bruders Ireneo. Die Frauen verdienen jetzt gemeinsam den Unterhalt durch Näharbeiten für eine Schneiderei. Lida will keine Unterstützung von David verlangen.
Beide Frauen sind durch ähnliche Schicksale als alleinerziehende Mütter eng miteinander verbunden (2). Maria meint: „Die Männer sind alle gleich!“. Im Laufe der weiteren Handlung der Erzählung erinnern sich Maria und Lida an ihre Affären.

### Maria und Andrea
Maria Mantovani hatte vor ca. 20 Jahren in ihrem Geburtsort Massa Fiscaglia ein Verhältnis mit dem Schmied Andrea Tardozzi. Sie wurde schwanger und zog aus Angst vor dem Gerede der Leute in die Stadt Ferrara. An jedem Sonntag besuchte ihr Liebhaber sie mit dem Fahrrad. Eines Tages holte er sich im Regen eine Rippenfellentzündung und kam dann nicht mehr. Wie sie hörte, übersiedelte er 1910 nach Feltre in Venetien. Dort lebt er mit Frau und Kindern. Maria erklärt sich seine Untreue mit ihrer Ablehnung durch seine Eltern.

### Lida und David
Im Sommer lernte die 16-jährige Näherin Lida den Studenten David in einem Tanzsaal in Borgo San Giorgio kennen und verliebte sich in ihn. Noch in derselben Nacht umarmten sie sich auf einer Stadtwallwiese (6). Der Sohn aus großbürgerlicher Familie, mit der er zu dieser Zeit in Spannung lebte, holte sie abends vor der Wohnung ihrer Mutter ab, und sie bummelten durch die Stadt, gingen ins Kino und in Cafés und liebten sich in den Anlagen. Dann brachte David sie zurück zur Wohnung, die er nie betrat. Im Winter änderte sich die Beziehung, nachdem David sich mit seiner Familie ausgesöhnt hatte (5). Er wollte sich nun nicht mehr in der Öffentlichkeit mit der Freundin zeigen und sie spazierten im Dunkeln zu einem Außenbezirkskino, dann zum Stadtwall, wo seine Umarmungen grober wurden. Er erzählte ihr von seinen Plänen, seinen Doktor zu machen, und von einer jungen Dame aus der besseren Gesellschaft. Dies sei jedoch eine eher geistige und außerdem schwierige Beziehung, die von beiden Elternseiten nicht unterstützt würde. Er wolle nach dem Examen Italien verlassen, und zwar allein, denn er werde nie heiraten. Das müsse jede Frau wissen, die ihn liebe. In diesem Provinznest wolle er nicht versauern. Lida hatte durch diese Eröffnung keine Hoffnung mehr auf eine Ehe: „Ihr Schicksal war bereits besiegelt.“ Doch am Ende des Winters änderte David plötzlich seine Meinung und machte ihr den Vorschlag, in ein Zimmer in einer Mietskaserne in der Via Mortara zu ziehen (6). Den Frühling und Sommer über schmiedete er Zukunftspläne. Er wollte mit dem Studium, mit den Freunden und der Familie Schluss machen, sich Arbeit in der Zuckerfabrik suchen und ein neues Leben beginnen (5). Er versprach ihr, sie zu heiraten, aber das sei nur eine unwichtige Formsache. Lida begann zu träumen (6). Aber David arbeitete nicht. Gelangweilt und unzufrieden lag er im Bett und las Romane. Als Lida ihm erzählte, dass sie schwanger sei, reagierte er traurig und enttäuscht und verschwand bald darauf.

### Lida und Oreste Benetti
Die Haupthandlung beginnt, einige Jahre später, mit den Besuchen Oreste Benettis bei den beiden Frauen (3). Er hat in der Via Salinguerra eine Buchbinderwerkstatt und erzählt, dass er Lida schon als Kind kannte. Er selbst hatte eine traurige Jugend, besuchte eine Priesterschule, was ihn an die katholische Kirche band, und lernte ein Handwerk. Jetzt ist er ein wohlhabender Mann und sucht eine Frau. Dass Lida ein uneheliches Kind hat, ist für den ca. 20 Jahre Älteren kein Hindernis, sondern eher eine Chance. Er besucht Mutter und Tochter jeden Abend, unterhält sich mit ihnen und hilft ihnen bei ihren Geschäften. Lida sitzt meistens schweigend dabei, oft in Gedanken an ihren jungen Geliebten.
Im Sommer 1928 ist Lida 25 Jahre alt (4) und Benetti fragt sie, ob sie ihn heiraten wolle. Lida läuft ängstlich weg. Ihre Mutter redet auf sie ein und holt sie zurück. Auf die erneute Frage Orestes zuckt Lida die Achseln. Er nimmt dies als Zustimmung: „Man muss vernünftig sein […] und ruhig seine Arbeit weitermachen.“ Er hat Mitleid mit ihr und liebt sie wegen ihres schweren Schicksals. Aber er macht gelegentlich Andeutung, ihre Leidenschaft, die Unruhe und Irrtümer ihrer Jugend seien eine Todsünde, von der sie erst durch die Heirat losgesprochen werde. Immer wieder lenkt er ihre Gedanken auf ihren wunden Punkt und sie reagiert empfindlich und verstimmt darauf. Oreste überbrückt diese Spannungen durch Geschenke. Er lässt elektrisches Licht in Marias Wohnung legen, kauft Möbel, einen eisernen Ofen, Küchengeräte, Vasen usw. Er kümmert sich um Ireneo, der mit fünf Jahren von einer langdauernden Infektionskrankheit befallen wurde und seither in seiner Gesundheit geschwächt ist. Er schaut dem inzwischen 7-Jährigen die Hausaufgaben nach und sagt, er fühle sich als sein Vater. Im Oktober kommt der Junge, auf Orestes Fürsprache und durch seine Verbindungen mit der Kirche, in das Internat der Priesterschule (6). Oreste plant für seine neue Familie den Bau eines Hauses vor der Porta San Benedetti. Allmählich gewöhnt Lida sich an seine Fürsorge und Führung und sie vergleicht ihn mit David. Während er über Jahre jeden Abend immer zur gleichen Stunde zu Besuch kommt, betrat David nie das Haus und wartete auf sie ungeduldig auf der Straße. Damals reagierte sie unwillig auf die Bedenken ihrer Mutter und rief zornig: „Ich habe genug von diesem Leben.“
Im kalten Winter erkrankt Maria an Influenza. Im Januar verschlechtert sich ihr Zustand und sie stirbt. Oreste kümmert sich um alles und entlastet Lida bei den Gesprächen mit dem Arzt, dem Pfarrer und den Beerdigungsangelegenheiten (7).
Die Lateranverträge am 11. Februar 1929 mit der Versöhnung von Staat und Kirche sieht Oreste als den Beginn eines „Goldenen Zeitalters“ und auch als Zeichen für sein privates Glück. Als seine kleine Villa im Mai 1929 fertiggestellt ist, heiratet er Lida. Damit beginnt für beide eine zufriedene Zeit: „Das hagere, von Angst und Sorgen verzehrte junge Mädchen […] war eine schöne, heitere, ruhige junge Frau geworden.“ Aber der private Beginn des Goldenen Zeitalters erfüllt sich ebenso wenig wie der des staatlich-kirchlichen. Lida wird nicht schwanger und gebärt nicht den erhofften Sohn. Zwar adoptiert er Ireneo, der mit 13 die Priesterschule verlässt und bei ihm eine Buchbinderlehre beginnt, aber wenig motiviert wirkt. Oreste stirbt überraschend im Frühjahr 1938, und der Erzähler resümiert: „Ebenso gewiss […] war der Tod seiner Enttäuschung zuvorgekommen und hatte seine Verzweiflung im Keim erstickt.“

## Bassanis Ferrara-Erzählungen
Um Bassanis „Finzi-Contini“-Hauptwerk gruppiert sich eine Reihe Ferrareser Geschichten, deren Haupthandlungen jeweils von den 1920er bis in die 1940er Jahre spielen. Sie werden entweder von einer der Figuren, dem Sohn einer großbürgerlichen jüdischen Familie, oder einem anonymen Erzähler und Beobachter der Ferrara-Szene vorgetragen und setzen einen ähnlichen Erlebnishorizont wie der des 1916 in Ferrara geborenen Autors voraus.
Im Unterschied zum „Finzi-Contini“-Roman und den meisten Ferrareser Geschichten gehören die Hauptpersonen der Erzählung „Lida Mantovani“ nicht dem Großbürgertum an. Erzählt wird die Liebesbeziehung zwischen Menschen aus verschiedenen sozialen Schichten und, als Folge davon, die Situation der verlassenen schwangeren Frau. Thematisch vergleichen kann man „Lida“ mit „Der Spaziergang vor dem Abendessen“: Die katholische Bauerntochter und Krankenschwester Gemma Brondi wird von dem jungen jüdischen Arzt Elia Corcos schwanger. Doch im Gegensatz zu David entscheidet sich dieser für die von der Ferrareser Gesellschaft und Corcos Familie als Mesalliance bewertete Ehe.